# Waldheim (Lindlar)
Die Hofschaft Waldheim ist ein Ortsteil der Gemeinde Lindlar  im Oberbergischen Kreis im Regierungsbezirk Köln in Nordrhein-Westfalen (Deutschland). 

## Lage und Beschreibung
Waldheim liegt im Norden der Gemeinde Lindlar in unmittelbarer Nähe zur Kommunalgrenze zur Stadt Wipperfürth. Die Landesstraße L284 durchläuft den Ort.

## Geschichte
Die genaue Datierung der Entstehung dieser Hofschaft fällt schwer. Die Erstbesiedlung erfolgte vom Fronhof Lindlar ausgehend. Nach den ersten Rodungsarbeiten folgte die Entstehung vereinzelter, kleiner Höfe, die zum größten Teil heute noch gut erhalten existieren.

## Busverbindungen
Haltestelle Waldheim:
- 332 Wipperfürth - Lindlar - Remshagen - Engelskirchen Bf. (OVAG)